# سلوبودان بيتروفيتش
سلوبودان بيتروفيتش (بالصربية: Слободан Дане Петровић)‏ هو لاعب كرة قدم صربي في مركز الوسط، ولد في 2 أكتوبر 1948 في بلغراد في صربيا. لعب مع نادي بارتيزان ونادي نورنبرغ.

## وصلات خارجية
- سلوبودان بيتروفيتش على موقع قاعدة بيانات كرة القدم.إي يو (الإنجليزية)
- سلوبودان بيتروفيتش على موقع بيانات كرة القدم. دي إي (الألمانية)
- سلوبودان بيتروفيتش على موقع عالم كرة القدم.نت (الإنجليزية)